# سید حسین ارژنگی
سید حسین ارژنگی معروف به میرمصور (زادهٔ سال ۱۲۶۰ تبریز – درگذشتهٔ ۱۰ مرداد ۱۳۴۲ تهران)، نقاش امپرسیونیسم ایرانی، مؤسس مدرسه صنایع مستظرفه تبریز و از پیش‌گامان طراحی مدرن نقش قالی بود. او و برادر کوچکترش، رسام ارژنگی نقش کلیدی در آموزش هنر در تبریز ایفا کردند.

## زندگی
سید حسین ارژنگی متولد تبریز، ۱۲۶۰ در خانواده‌ای با پیشینهٔ هنری بود که نسب وی به آقا میرک نقاش بزرگ عهد صفویه می‌رسید و نقاشی را هم نزد پدرش، ابراهیم میر آموخت. او به هنگام گرفتن شناسنامه نام خانوادگی میرمصور ارژنگی را انتخاب نمود. در ابتدا برای مظفرالدین میرزا، ولیعهد چندین نقاشی خلق کرد. سپس به روسیه، فرانسه و ایتالیا سفر کرد و به تحصیل نقاشی پرداخت. پس از اتمام تحصیلات عالیه در بازگشت به ایران، در خیابان علاءالدوله تهران هنرستانی تأسیس نمود. در همین ایام با کمال‌الملک آشنایی و دوستی پیدا کرد. ولی پس از پنج سال به تبریز بازگشت و در ۱۲۹۷ صنایع مستظرفه را در تبریز تأسیس کرد. او در کنار نقاشی به مجسمه‌سازی، طراحی قالی و سرودن اشعار طنز هم می‌پرداخت.

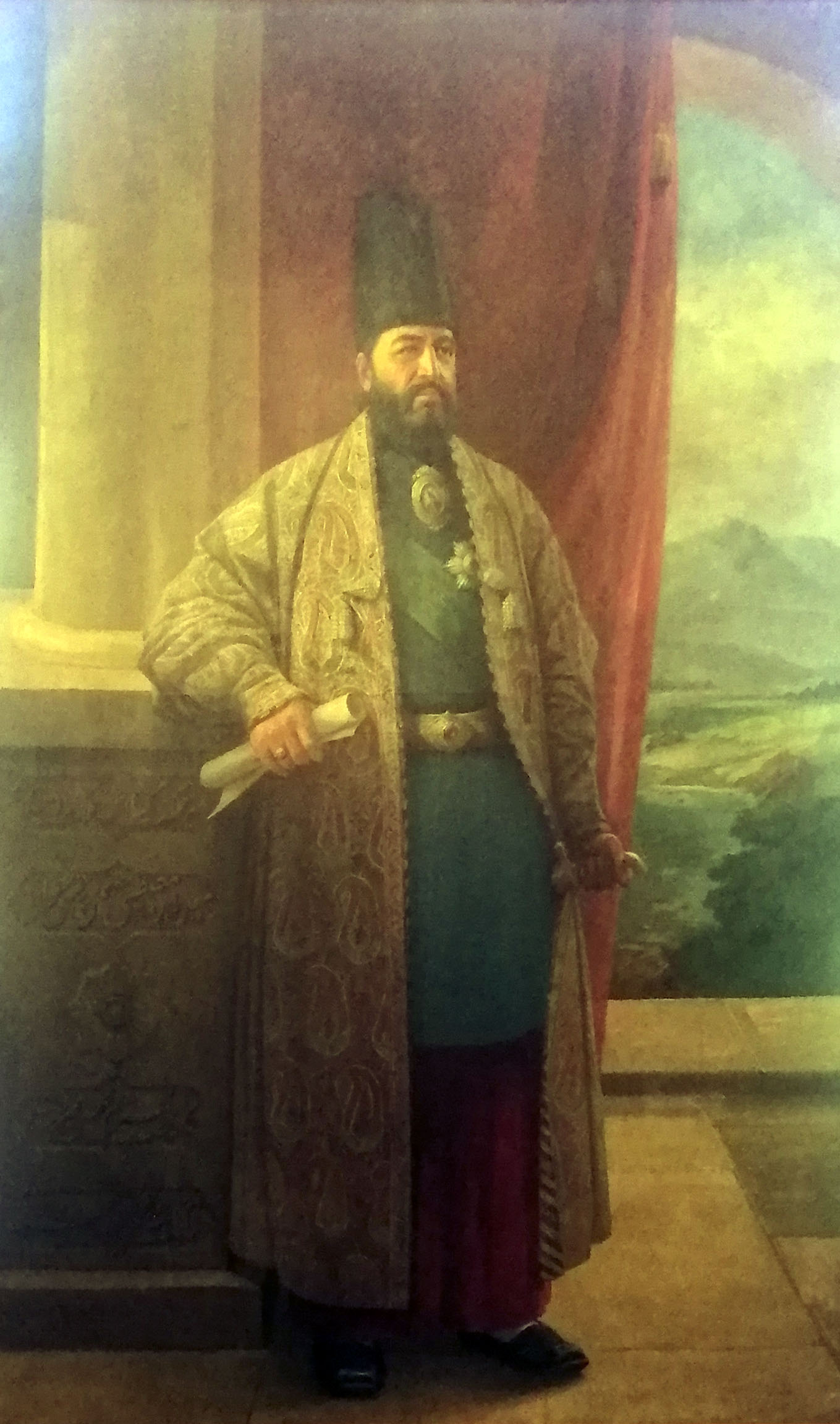
نگاره ذهنی امیرکبیر که در سال ۱۳۲۷ (دوران محمدرضاشاه پهلوی) ترسیم شده است. عکس ادیت شده این نگاره توسط برخی نشریات برای سال‌ها بعنوان عکاسی از چهره امیرکبیر منتشر می‌شد.

## آثار
میرمصور به غیر از خلق مجسمه و پرتره‌هایی از ادیب نیشابوری، فردوسی، خاقانی و امیرکبیر نقاشی‌هایی به‌نام دارد از جمله: حمله نادرشاه به هندوستان، رضاشاه سوار بر اسب، رستم و سهراب و شاپور اول. او در سال ۱۳۲۸ از سوی وزارت فرهنگ و هنر نشان درجه یک هنری دریافت کرد.

## یادداشت
1. ↑  درموزه‌ای در آمریکا نگهداری می‌شود.